# 尤纳拉克利特 (阿拉斯加州)
尤纳拉克利特（英語：Unalakleet），是美国阿拉斯加州的一座城市。该市的人口在2000年为747人，2010年有688人。人口在阿拉斯加州排行第39。